# Гвелесиани, Николай Германович
Николай Германович Гвелесиани (1887 год, село Гантиади, Шорапанский уезд, Кутаисская губерния, Российская империя — дата смерти неизвестна, село Гантиади, Зестафонский район, Грузинская ССР) — звеньевой колхоза имени Хозе Диас Зестафонского района. Грузинская ССР. Герой Социалистического Труда (1949).

## Биография
Родился в 1887 году в крестьянской семье в селе Гантиади Шорапанского уезда Кутаисской губернии. В первые годы коллективизации трудился рядовым колхозником, в послевоенные годы — звеньевым в виноградарском колхозе имени Хозе Диас Зестафонского района.
В 1948 году звено под руководством Николая Гвелисиани собрало в среднем по 80 центнеров винограда шампанских вин с каждого гектара на участке площадью 3 гектаров. Указом Президиума Верховного Совета СССР от 9 августа 1949 года удостоен звания Героя Социалистического Труда за «получение высоких урожаев винограда в 1948 году» с вручением ордена Ленина и золотой медали «Серп и Молот».
Этим же Указом званием Героя Социалистического Труда были также награждены труженики колхоза имени Хозе Диас бригадир Валериан Бичиевич Талахадзе и звеньевые Анна Георгиевна Ткемаладзе, Галина Силионовна Ткемаладзе, Синепор Галактионович Ткемаладзе.
За выдающиеся трудовые достижения по итогам работы 1950 года был награждён в 1951 году вторым орденом Ленина.
После выхода на пенсию проживал в родном селе Гантиади. Дата cмерти не установлена.
Награды
- Герой Социалистического Труда
- Орден Ленина — дважды (1949; 05.07.1951)